# Futebol nos Jogos Olímpicos de Verão de 2004
O torneio de futebol nos Jogos Olímpicos de Verão de 2004 foi realizado entre 11 e 28 de agosto de 2004 na Grécia. As partidas foram realizadas em Heraclião, Patras, Tessalônica e Vólos, além da cidade anfitriã dos Jogos, Pireu.
No torneio masculino, 16 equipes nacionais sub-23 (sendo permitido que três jogadores acima de 23 anos fossem inscritos) participaram após passarem pelos torneios pré-olímpicos continentais. A Argentina do técnico Marcelo Bielsa foi a campeã incontestável, pois conquistou o título de forma invicta e sem sofrer nenhum gol. No feminino participaram 10 equipes profissionais, tendo os Estados Unidos conquistado a medalha de ouro.

## Calendário
| Agosto  | 11 | 12 | 13 | 14 | 15 | 16 | 17 | 18 | 19 | 20 | 21 | 22 | 23 | 24 | 25 | 26 | 27 | 28 | 29 |
| ------- | -- | -- | -- | -- | -- | -- | -- | -- | -- | -- | -- | -- | -- | -- | -- | -- | -- | -- | -- |
| Futebol |    |    |    |    |    |    |    |    |    |    |    |    |    |    |    | 1  |    | 1  |    |

|  | Dia de competição |  | Dia de final |

## Sedes
|                                                            |                                                            |                                                       |
|                                                            |                                                            |                                                       |
| Estádio Karaiskákis Local: Pireu Capacidade: 32 500        | Estádio Olímpico Local: Atenas Capacidade: 71 030          | Estádio Pankritio Local: Heraclião Capacidade: 26 400 |
|                                                            |                                                            |                                                       |
| Estádio Pampeloponnisiako Local: Patras Capacidade: 18 900 | Estádio Kaftanzoglio Local: Tessalônica Capacidade: 28 029 | Estádio Panthessaliko Local: Vólos Capacidade: 21 100 |

## Medalhistas
| Evento             | Ouro | Prata | Bronze |
| ------------------ | --- | --- | --- |
| Masculino detalhes | Germán Lux Wilfredo Caballero Roberto Ayala Fabricio Coloccini Gabriel Heinze Clemente Rodríguez Leandro Fernández Javier Mascherano Cristian González Andrés D'Alessandro Lucho González Nicolás Medina César Delgado Carlos Tévez Mauro Rosales Javier Saviola Mariano González Luciano Figueroa ARG Argentina | Rodrigo Romero Emilio Martínez Julio César Manzur Carlos Gamarra José Devaca Celso Esquivel Pablo Giménez Edgar Barreto Fredy Bareiro Diego Figueredo Aureliano Torres Pedro Benítez Julio César Enciso Julio González Ernesto Cristaldo Osvaldo Díaz José Cardozo Diego Barreto PAR Paraguai | Ivan Pelizzoli Marco Amelia Emiliano Moretti Matteo Ferrari Andrea Barzagli Cesare Bovo Giorgio Chiellini Daniele Bonera Giampiero Pinzi Angelo Palombo Andrea Pirlo Daniele de Rossi Marco Donadel Alberto Gilardino Simone del Nero Giuseppe Sculli Andrea Gasbarroni Giandomenico Mesto ITA Itália |
| Feminino detalhes  | Briana Scurry Heather Mitts Christie Rampone Cat Reddick Lindsay Tarpley Brandi Chastain Shannon Boxx Angela Hucles Mia Hamm Aly Wagner Julie Foudy Cindy Parlow Kristine Lilly Joy Fawcett Kate Markgraf Abby Wambach Heather O'Reilly Kristin Luckenbill USA Estados Unidos                                    | Andréia Suntaque Maravilha Mônica Tânia Maranhão Juliana Cabral Daniela Alves Rosana Renata Costa Aline Pellegrino Formiga Elaine Maycon Pretinha Marta Cristiane Roseli Kelly Cristina Grazielle Nascimento BRA Brasil                                                                       | Silke Rottenberg Kerstin Stegemann Kerstin Garefrekes Steffi Jones Sarah Günther Viola Odebrecht Pia Wunderlich Petra Wimbersky Birgit Prinz Renate Lingor Martina Müller Navina Omilade Sandra Minnert Isabell Bachor Sonja Fuss Conny Pohlers Ariane Hingst Nadine Angerer GER Alemanha             |

## Quadro de medalhas
| Ordem | País               | Medalha de ouro | Medalha de prata | Medalha de bronze |   | Ordem por total |
| ----- | ------------------ | --------------- | ---------------- | ----------------- | - | --------------- |
| 1     | ARG Argentina      | 1               |                  |                   | 1 | 1               |
| 1     | USA Estados Unidos | 1               |                  |                   | 1 | 1               |
| 3     | BRA Brasil         |                 | 1                |                   | 1 | 1               |
| 3     | PAR Paraguai       |                 | 1                |                   | 1 | 1               |
| 5     | GER Alemanha       |                 |                  | 1                 | 1 | 1               |
| 5     | ITA Itália         |                 |                  | 1                 | 1 | 1               |
| TOTAL | TOTAL              | 2               | 2                | 2                 | 6 | —               |